# Каскисуо, Казимир
Ка́зимир Ка́скисуо (фин. Kasimir Kaskisuo; род. 2 октября 1993, Вантаа , Финляндия) — финский профессиональный хоккеист, вратарь клуба Шведской хоккейной лиги «Лександ».

## Игровая карьера

### Юниорская карьера
С 2009 по 2013 год Казимир выступал в системе «Йокерита». Перед сезоном 2011/12 Каскисуо считался основным вратарём команды, однако по ходу сезона проиграл конкуренцию Йоонасу Корписало, сыграв всего 9 матчей регулярного сезона, а в плей-офф и вовсе не играл, так как из основной команды был отправлен Франс Туохимаа. Также по ходу сезона Казимир сыграл 2 матча за клуб из Второго дивизиона чемпионата Финляндии по хоккею «Bewe». В сезоне 2012/13 позиции Каскисуо в молодёжной команде не изменились, так как основным вратарём в команде стал Кевин Ланкинен. Более того, ещё 13 матчей сыграл вышеупомянутый Йоонас Корписало, который большую часть сезона проводил во взрослых командах.
Перед сезоном 2013/14 Казимир решил продолжить свою карьеру в Северной Америке за клуб Североамериканской хоккейной лиги «Миннесоту Уайлдернесс». В регулярном сезоне он равномерно делил игровое время с Фрэнком Оплингером, сыграв 32 матча. У Каскисуо был лучший показатель отраженных бросков во всей NAHL (94,4%) и среднее количество пропущенных голов за матч (1,48). В ноябре 2013 года он одержал пять побед, из которых 4 матча без пропущенных шайб в восьми сыгранных им матчах. Каскисуо был назван лучшим голкипером NAHL за ноябрь.
С 2014 по 2016 год обучался и выступал за университет Миннесота Дулут в NCAA. В своём первом сезоне в NCAA он стал основным вратарём своей команды. В октябре 2014 года показатель отражённых бросков составлял 92,3%, а сам Каскисуо был назван новичком недели. В ноябре у Каскисуо было 5 матчей без поражений, а показатель отражённых бросков составлял 94,9%, он был назван новичком месяца. В конце сезона был выбран в состав команды новичков, а также стал финалистом награды «Вратарь года». Он также был назван самым ценным игроком своей команды в сезоне 2014/15. Перед сезоном 2015/16 Казимир был включён в контрольный список на премию Майка Рихтера, которая присуждается самому выдающемуся вратарю NCAA I. В марте 2016 года Казимир Каскисуо был назван лучшим игроком недели Американской спортивной сети (ASN) после того, как помог своей команде выиграть пару выездных матчей над государственным университетом Сент-Клауда, отразив 74 из 76 бросков за два матча В конце сезона был включён в финалисты на премию Майка Рихтера.

### Профессиональная карьера
На драфте НХЛ не выбирался. Летом 2015 года Каскисуо посетил тренировочный лагерь клуба НХЛ «Нью-Йорк Рейнджерс».

#### Торонто Мейпл Лифс
В марте 2016 года он подписал двухлетний двухсторонний контракт новичка с командой «Торонто Мейпл Лифс». В этом же сезоне Каскисуо провёл два матча регулярного сезона за фарм-клуб «Торонто Мэйпл Лифс» в АХЛ — «Торонто Марлис». Сезон 2016/17 провёл преимущественно в ECHL за «Орландо Солар Бэрс», проведя ещё 7 матчей регулярного сезона и 10 матчей плей-офф за «Торонто Марлис». В сезоне 2017/18 был отдан в аренду клубу АХЛ «Чикаго Вулвз», за который провёл 28 матчей в сезоне из 31. 29 мая 2018 года Каскисуо и «Торонто Мэйпл Лифс» подписали новое двухстороннее соглашение, рассчитанное на 2 года на общую сумму $ 1,35 млн. Сезон 2018/19 полностью провёл в АХЛ. 12 ноября 2019 года Каскисуо был вызван в стан основной команды из-за травмы вратаря Майкла Хатчинсона, а уже 16 ноября провёл свой первый матч в НХЛ против «Питтсбург Пингвинз», став 32-м финским вратарём и 224-м финским игроком в НХЛ, при этом отразив 32 броска из 38. Оставшийся сезон 2019/20 провёл в АХЛ, иногда вызываясь в основную команду в качестве бэкапа, но не проводя матчей. Помимо этого Казимир принял участие в Матче всех звёзд АХЛ.

#### Нэшвилл Предаторз
13 октября 2020 года подписал однолетний двухсторонний контракт с «Нэшвилл Предаторз» на сумму $ 700 тыс. в НХЛ и $ 75 тыс. в АХЛ. В январе 2021 года принял участие в тренировочном лагере «Нэшвилла», но не смог там закрепиться и был отправлен в клуб АХЛ «Чикаго Вулвз». Так как сезон в АХЛ начинался лишь в феврале, то у Каскисуо не было игровой практики, после чего в январе его вызвали обратно в «Нэшвилл» после того, как третий вратарь «Предаторз» Коннор Ингрэм временно покинул расположение команды, чтобы принять участие в программе помощи игрокам НХЛ/НХЛПА. В марте вратарь «Нэшвилла» Юусе Сарос получил травму верхней части тела после столкновения с нападающим «Каролины Харрикейнз» Нино Нидерайтером, в результате чего Казимир стал бэкапом другого финского вратаря Пекки Ринне. 11 марта Каскисуо провёл первый матч в составе «Предаторз», выйдя на замену Пекке Ринне в начале третьего периода в матче против «Каролины», не пропустив шайб и отразив все 3 броска по своим воротам.

#### Лександ
4 июня 2021 года «Лександ» объявил о подписании контрактов с Казимиром Каскисуо и форвардом Джастином Клусом на 2 года.

###### Рокет Лаваль
18 декабря 2023 года подписал пробный контракт с командой из АХЛ Рокет Лаваль, расположенной в городе Лаваль, провинция Квебек, Канада.

## Личная жизнь
Каскисуо познакомился со своей женой Уитни, когда учился в колледже, у них есть одна дочь. Каскисуо активный пользователь социальных сетей. Каскисуо также ведёт канал на платформе YouTube, в котором он рассказывает о жизни профессионального хоккеиста и о своём жизненном опыте. По состоянию на октябрь 2022 года, на его канале более 44 тыс. подписчиков.

## Статистика
| 2015/16     | Торонто Марлис     | АХЛ         | 2  | 1  | 0  | 1 | 125  | 5   | 0 | 2.40 | .906  | —  | — | — | —   | —  | — | —    | —    |
| 2016/17     | Орландо Солар Бэрс | ECHL        | 32 | 14 | 11 | 2 | 1842 | 106 | 1 | 3.45 | .899  | —  | — | — | —   | —  | — | —    | —    |
| 2016/17     | Торонто Марлис     | АХЛ         | 7  | 5  | 1  | 0 | 391  | 12  | 1 | 1.84 | .934  | 10 | 5 | 3 | 564 | 25 | 0 | 2.66 | .892 |
| 2017/18     | Торонто Марлис     | АХЛ         | 1  | 1  | 0  | 0 | 60   | 1   | 0 | 1.00 | .963  | —  | — | — | —   | —  | — | —    | —    |
| 2017/18     | Орландо Солар Бэрс | ECHL        | 2  | 1  | 1  | 0 | 123  | 8   | 0 | 3.91 | .884  | —  | — | — | —   | —  | — | —    | —    |
| 2017/18     | Чикаго Вулвз       | АХЛ         | 28 | 13 | 13 | 2 | 1613 | 64  | 2 | 2.38 | .914  | —  | — | — | —   | —  | — | —    | —    |
| 2018/19     | Торонто Марлис     | АХЛ         | 30 | 12 | 9  | 5 | 1624 | 83  | 4 | 3.07 | .896  | 12 | 9 | 3 | 730 | 26 | 1 | 2.14 | .927 |
| 2019/20     | Торонто Марлис     | АХЛ         | 27 | 14 | 9  | 2 | 1529 | 71  | 1 | 2.79 | .909  | —  | — | — | —   | —  | — | —    | —    |
| 2019/20     | Торонто Мейпл Лифс | НХЛ         | 1  | 0  | 1  | 0 | 60   | 6   | 0 | 6.00 | .842  | —  | — | — | —   | —  | — | —    | —    |
| 2020/21     | Нэшвилл Предаторз  | НХЛ         | 1  | 0  | 0  | 0 | 15   | 0   | 0 | 0.00 | 1.000 | —  | — | — | —   | —  | — | —    | —    |
| Всего в НХЛ | Всего в НХЛ        | Всего в НХЛ | 2  | 0  | 1  | 0 | 75   | 6   | 0 | 4.78 | .854  | —  | — | — | —   | —  | — | —    | —    |

## Награды и достижения
| Достижение                                                        | Год  |  |
| ----------------------------------------------------------------- | ---- |  |
| Лучшее среднее количество пропущенных голов за матч в NAHL (1.48) | 2014 |  |
| Лучший показатель отражённых бросков в NAHL (94,4%)               | 2014 |  |
| Команда новичков NCHC                                             | 2015 |  |